# Этьембль, Рене
Рене Эрнест Жозеф Эжен Этьембль (26 января 1909 г. в Майенне, Майенн – 7 января 2002 г. в Виньи ) — эссеист, ученый, писатель и популяризатор культур Ближнего Востока и Азии. Широко известен по фамилии. Этьембль занимал кафедру сравнительного литературоведения в 1955 году в Институте общего и сравнительного литературоведения Сорбоннского университета до 1968 года и продолжал занимать свой пост в качестве штатного профессора (и после выхода на пенсию в сентябре 1978 года в качестве почетного профессора) в Университете Сорбонна-Нувель с 1956 по 1978 год. Его докторская диссертация о мифе Рембо и его всемирном влиянии принесла ему известность в 1952 году. Однако насмешливый тон Этьембля и некоторые необоснованные предположения о дальнейшей жизни Рембо подрывают доверие к книге сегодня.  Во время Второй мировой войны он преподавал в Чикагском университете, а в 1943 году работал в Управлении военной информации в Нью-Йорке. После войны он преподавал французскую литературу в Александрийском университете с 1944 по 1948 год, а затем в Университете Монпелье, Франция.  Он был автором около шестидесяти работ (и редактировал знаменитую Восточную серию ЮНЕСКО для издательства Gallimard). Среди его наиболее популярных работ: Connaissez-vous la Chine? ( Вы знаете Китай? ), Gallimard 1964, и Quarante ans de mon maoïsme (1934-1974) ( Сорок лет моего маоизма ) Gallimard 1976. 
Он пользовался внушительной репутацией литературного критика и смелого полемиста, признание в чем пришло позже в виде официальной премии Французской академии. Он также опубликовал три романа, один из которых Blason d'un corps . [Париж: Editions Gallimard, 1961] до сих пор помнят и читают. Его также помнят за его переводы произведений Лоуренса Аравийского на французский язык. В молодости воинствующий коммунист и антифашист, он увлекся китайским коммунистическим движением. Вместе с китайским поэтом Дай Ваншу戴望舒 (1905-1950) он сделал ряд переводов произведений левых китайских писателей и опубликовал их в специальном выпуске « Коммуны » (февраль 1934 года), органа французских писателей-антифашистов. ' и ассоциация художников (Association des Écrivains et Artistes Révolutionnaires ). 
В более поздние годы был яростным защитником прав человека, и его книга, подробно описывающая и осуждающая растущую англизацию французского языка, Parlez-vous franglais? ( Вы говорите по-франглийски? ),  привлекла широкую читательскую аудиторию.
В 1988 году был удостоен премии Бальзана в области сравнительного литературоведения. 